# Talar

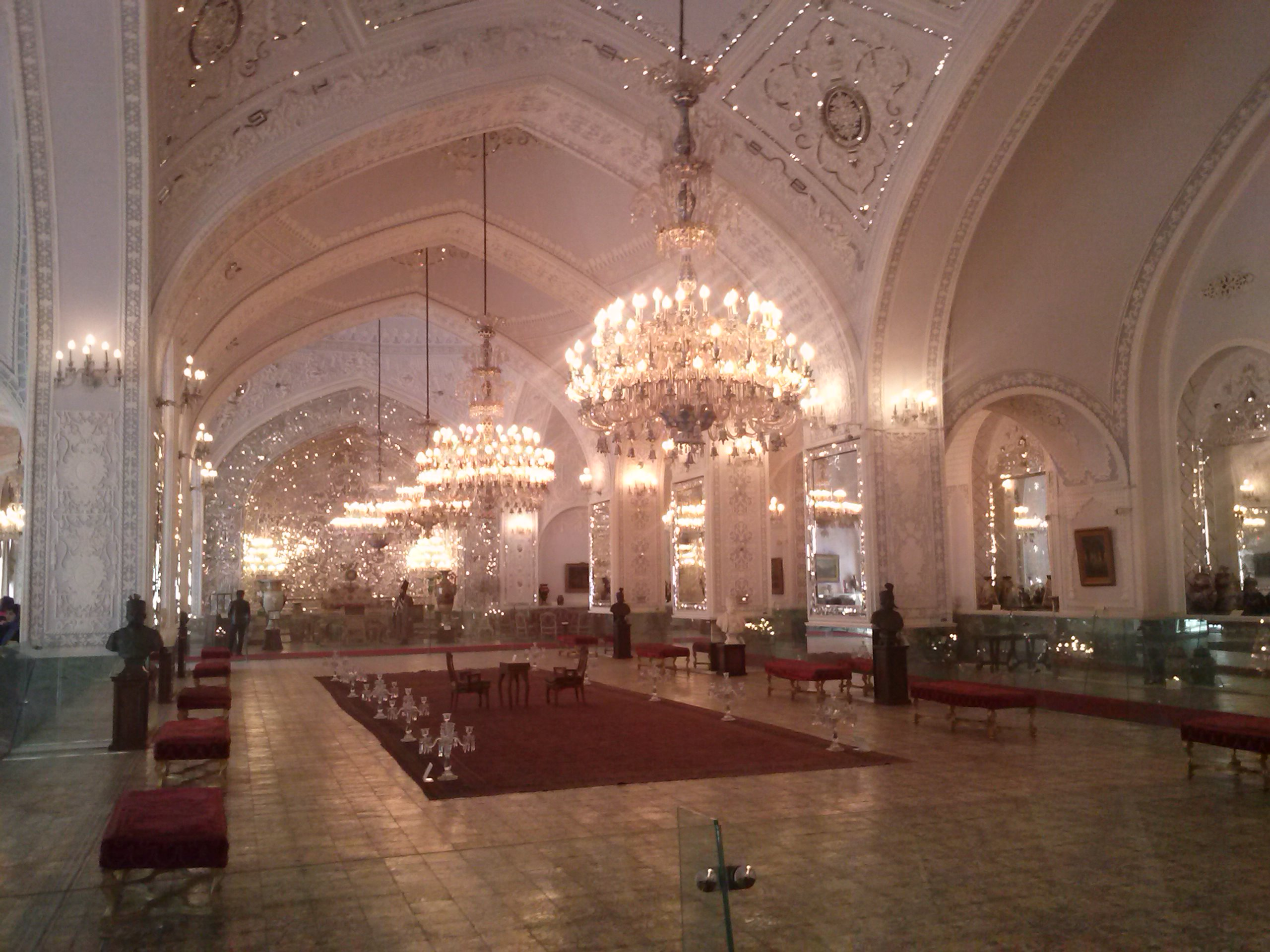
Talar-e Salam (Sala della salute), Palazzo del Golestan

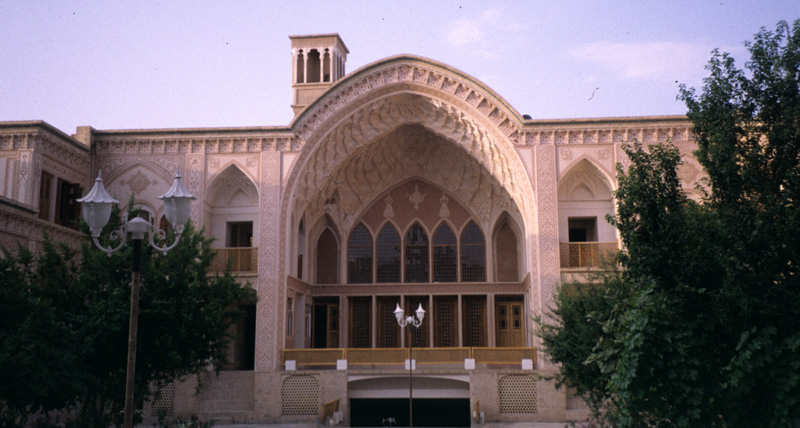
Talar del XIX secolo situato in posizione centrale, spesso sotto l'iwan principale, dove i servizi serali sarebbero effettuati per i membri dell'Andaruni. L'immagine è della casa americana a Kashan.

Talar (Persiano: تالار) è il termine architettonico dato al trono dei monarchi persiani che è scolpito sulla tomba scavata nella roccia di Dario a Naqsh-e Rostam, nei pressi di Persepoli, e sopra il portico da dove è stato copiato il suo palazzo. Esso è anche uno stile architettonico applicato ad alcune costruzioni persiane. Un esempio di stile talar è anche il Chehel Sotoun a Isfahan.
È anche un nome armeno dato a donne e alcuni maschi. Significa sempreverde.